# The Works Tour
El The Works Tour fue una de las giras musicales más cortas hechas por la banda de rock británica Queen, en el cual participó en el festival de Rock in Rio en 1985. Dicho concierto fue realizado en VHS, relanzado mundialmente en DVD durante el 2009. También existe un DVD no oficial del Concierto en Tokio bajo el nombre de We Are the Champions: Final Live in Japan. Sin embargo, el nombre no es correcto, ya que no fue el último concierto en Japón: después de Tokio hubo 2 conciertos más en Nagoya y Osaka. 
La gira no estuvo exenta de polémicas, puesto que la banda aceptó realizar conciertos en Sudáfrica, violando el veto cultural que muchos países le habían impuesto a causa del apartheid. Fue también durante el transcurso de uno de estos conciertos en donde por primera vez Freddie Mercury perdió su voz completamente, teniendo que abandonar el escenario entre lágrimas. Un fan que estuvo durante este concierto afirma que el cantante incluso llegó a escupir sangre al tratar de cantar.
Otra polémica surgió durante el primer concierto en Río, ya que durante la canción I Want to Break Free, Freddie apareció con una peluca y atuendos que utilizaba en el video musical de la canción (y que había utilizado sin problemas durante todos los conciertos anteriores). La acción fue interpretada de mala manera por parte del público brasileño ya que, para algunos, la canción era un símbolo de la lucha frente a las dictaduras sudamericanas que imperaban en ese entonces y, al ver a Freddie vestido de esa manera, parte del público pensó erróneamente que se estaban burlando de ellos y empezaron a arrojar basuras al escenario. Luego de tocar la canción, Freddie salió un momento del escenario, sollozando al no entender la reacción de parte de los espectadores.
Ese mismo año iban a visitar Chile por primera vez, pensando en dos mega conciertos en el Estadio Nacional. El evento sería auspiciado por Pepsi Cola, a pesar de sus fallidos intentos en 1981 y 1983. Sin embargo, el evento no se pudo realizar porque el dictador de esa época en Chile (Augusto Pinochet) no los dejaba ingresar por el estilo del peinado de Brian y después de ver el video de I Want to Break Free.

## Personal
- Freddie Mercury: voz principal y coros, piano y guitarra rítmica.
- Brian May: guitarras eléctricas, guitarra electro-acústica de 12 cuerdas, piano y coros.
- Roger Taylor: baterías y coros.
- John Deacon: bajos, guitarra rítmica y coros.

### Extras
- Spike Edney: sintetizadores

## Lista de canciones

### Primera y Segunda Manga
- 01. Machines (intro)
- 02. Tear It Up
- 03. Tie Your Mother Down
- 04. Under Pressure
- 05. Somebody to Love
- 06. Killer Queen
- 07. Seven Seas of Rhye
- 08. Keep Yourself Alive
- 09. Liar
- 10. Improvisation
- 11. It's a Hard Life
- 12. Staying Power (1984)
- 13. Dragon Attack
- 14. Now I'm Here

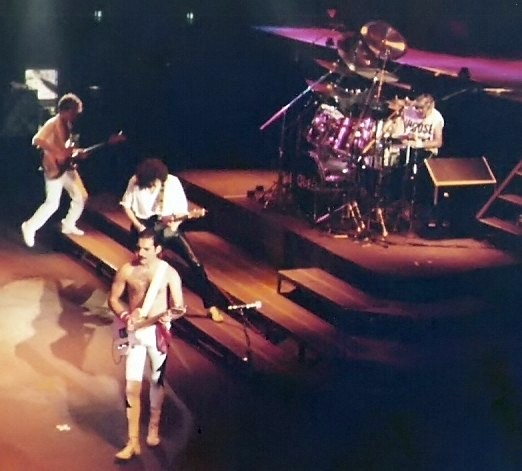
Queen en Fráncfort del Meno en The Works Tour.

- 15. Is This the World We Created...?
- 16. Love of My Life
- 17. Stone Cold Crazy (1984)
- 18. Great King Rat (1984)
- 19. Keyboard Solo (1984)
- 20. Guitar solo
- 21. Brighton Rock finale
- 22. Mustapha (Intro/ 1985) y Another One Bites the Dust
- 23. Hammer to Fall
- 24. Crazy Little Thing Called Love
- 25. Saturday Night's Alright for Fighting (1984)
- 26. Bohemian Rhapsody
- 27. Radio Ga Ga
- 28. I Want to Break Free
- 29. Jailhouse Rock / Sheer Heart Attack (1984)
- 30. We Will Rock You
- 31. We Are the Champions
- 32. God Save the Queen

#### Canciones interpretadas rara vez
- Staying Power (aproximadamente la mitad de los conciertos)
- Saturday Night's Alright for Fighting
- Mustapha (intro)
- Sheer Heart Attack (En vez de Jailhouse Rock)
- Not Fade Away (Londres 04/09/1984)
- '39 (una pequeña parte improvisada pues según Freddie no recordaba la letra,[1] Leiden)

### Tercera, Cuarta y Quinta Manga
- 01. Machines (intro)
- 02. Tear It Up
- 03. Tie Your Mother Down
- 04. Under Pressure
- 05. Somebody To Love
- 06. Killer Queen
- 07. Seven Seas Of Rhye
- 08. Keep Yourself Alive
- 09. Liar
- 10. Improvisation
- 11. It's A Hard Life
- 12. Dragon Attack
- 13. Now I'm Here
- 14. Is This The World We Created?
- 15. Love Of My Life
- 16. Guitar solo
- 17. Brighton Rock finale
- 18. Another One Bites The Dust
- 19. Hammer To Fall
- 20. Crazy Little Thing Called Love
- 21. Bohemian Rhapsody
- 22. Radio Ga Ga
- 23. I Want To Break Free
- 24. Jailhouse Rock
- 25. We Will Rock You
- 26. We Are The Champions
- 27. God Save The Queen

#### Canciones Rara Vez Interpretadas
- Rock In Rio Blues (Solo un Improviso)
- Saturday Night's Alright For Fighting
- Mustapha (intro)
- Whole Lotta Shakin' Goin' On
- Let Me Out (parte en el solo de guitarra)
- My Fairy King (parte en la improvisación de piano)
- The March Of The Black Queen (parte en la improvisación de piano)

## Fechas del Tour
| Fecha                                             | Ciudad             | País                | Lugar                          |
| ------------------------------------------------- | ------------------ | ------------------- | ------------------------------ |
| Primera Manga - Europa                            |                    |                     |                                |
| 24 de agosto de 1984                              | Bruselas           | Bélgica             | Forest National                |
| 28 y 29 de agosto de 1984                         | Dublín             | Irlanda             | RDS Simmons Hall               |
| 31 de agosto, 1 y 2 de septiembre de 1984         | Birmingham         | Reino Unido         | National Exhibition Centre     |
| 4, 5, 7 y 8 de septiembre de 1984                 | Londres            | Reino Unido         | Wembley Arena                  |
| 11 de septiembre de 1984                          | Dortmund           | Alemania Occidental | Westfalenhalle                 |
| 14 y 15 de septiembre de 1984                     | Milán              | Italia              | Sports Palace                  |
| 16 de septiembre de 1984                          | Múnich             | Alemania Occidental | Olympiahalle                   |
| 18 de septiembre de 1984                          | París              | Francia             | Palais Omnisports de Bercy     |
| 20 de septiembre de 1984                          | Leiden             | Países Bajos        | Groenoordhallen                |
| 21 de septiembre de 1984                          | Bruselas           | Bélgica             | Forest National                |
| 22 de septiembre de 1984                          | Hanóver            | Alemania Occidental | Europahalle                    |
| 24 de septiembre de 1984                          | Berlín             | Alemania Occidental | Deutschlandhalle               |
| 26 de septiembre de 1984                          | Fráncfort del Meno | Alemania Occidental | Festhalle                      |
| 27 de septiembre de 1984                          | Stuttgart          | Alemania Occidental | Schleyerhalle                  |
| 29 y 30 de septiembre de 1984                     | Viena              | Austria             | Stadthalle                     |
| Segunda Manga - Sudáfrica                         |                    |                     |                                |
| 5, 6, 7, 12, 13,14 18, 19 y 20 de octubre de 1984 | Sun City           | Sudáfrica           | Sun City Super Bowl            |
| Tercera Manga - Sudamérica                        |                    |                     |                                |
| 12 y 18 de enero de 1985                          | Río de Janeiro     | Brasil              | Cidade do Rock                 |
| Cuarta Manga - Oceania                            |                    |                     |                                |
| 13 de abril de 1985                               | Auckland           | Nueva Zelanda       | Mount Smart Stadium            |
| 16, 17, 19 y 20 de abril de 1985                  | Melbourne          | Australia           | Sports & Entertainments Centre |
| 25, 26, 28 y 29 de abril de 1985                  | Sídney             | Australia           | Entertainments Centre          |
| Quinta Manga - Japón                              |                    |                     |                                |
| 8, 9 y 11 1985                                    | Tokio              | Japón               | Nippon Budōkan                 |
| 13 de mayo de 1985                                | Nagoya             | Japón               | Aichi Auditorium               |
| 15 de mayo de 1985                                | Osaka              | Japón               | Castle Hall                    |

## Fechas canceladas
| Fecha                      | Ciudad       | País          | Lugar                   | Motivo de la cancelación |
| -------------------------- | ------------ | ------------- | ----------------------- | ------------------------ |
| 12 de septiembre de 1984   | Verona       | Italia        | Arena de Verona         | Cancelado                |
| 19 de septiembre de 1984   | Leiden       | Países Bajos  | Groenoordhallen         | Cancelado                |
| 9 de octubre de 1984       | Sun City     | Sudáfrica     | Sun City Super Bowl     | Cancelado                |
| Primera Manga - Sudamérica |              |               |                         | Cancelado                |
| 24 y 25 de enero de 1985   | Santiago     | Chile         | Estadio Nacional        | Cancelado                |
| Segunda Manga - Oceanía    |              |               |                         | Cancelado                |
| 11 de abril de 1985        | Napier       | Nueva Zelanda | McLean Park             | Cancelado                |
| 14 de abril de 1985        | Christchurch | Nueva Zelanda | Queen Elizabeth II Park | Cancelado                |

## Datos curiosos

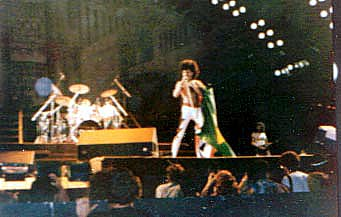
Queen en el Rock in Rio.

- Freddie se cayó de las escaleras durante la interpretación de Hammer to Fall en Hannover.
- Queen volvió a batir récord de asistencia al presentarse ante más de 325.000 personas en Río de Janeiro.
- La gira dejó fuera Estados Unidos y dos conciertos en Chile, debido a que el video de la canción I Want to Break Free fue censurado ya que mostraba a los miembros de la banda vestidos de mujer.
- En Milán 1984 John Deacon canta y por accidente su micrófono estaba más fuerte que el de Freddie por lo que su voz en el coro de Radio Ga Ga destacó entre la de Freddie y Roger.
- Freddie cantó media parte del concierto en Auckland estando embriagado.